# Francesca Guardiola i Sala
Francesca Guardiola i Sala (Santpedor, Bages, 1963) és una filòloga i política catalana.
És llicenciada en Filologia i Literatura catalana per la Universitat de Barcelona i té un Màster en Gestió cultural també per la Universitat de Barcelona, amb stage de formació complementària a la City University de Londres, on va acabar els seus estudis. Part d'aquest mestratge el completa un programa a Berlín i Groningen. També va obtenir un Postgrau en Arts Teatrals a The Arts Educational Schools, el 1998 a Londres.
Té més de 30 anys d'experiència a l'administració pública i durant els darrers 11 anys s'ha especialitzat professionalment en Relacions Internacionals, tant al Parlament com al Govern de Catalunya, des d'un punt de vista institucional i també de projecció econòmica. L'any 2016 fou directora de Relacions Institucionals a l'Agència per a la Competitivitat de l'Empresa. El 2015 va ser nomenada directora general de Relacions Exteriors a la Secretaria d'Afers Exteriors i de la Unió Europea del Departament de la Presidència de la Generalitat de Catalunya, i fins al 2011 havia estat subdirectora de la mateixa direcció general.
Ha participat i ha estat membre del Consell d'Administració de l'Agència de Suport a l'Empresa Catalana, en representació de la Secretaria d'Afers Exteriors i de la Unió Europea, durant els anys 2013 fins al 2015. Entre els anys 2006 i 2011 va ser cap de Relacions Institucionals del Parlament de Catalunya. Francesca Guardiola cessa, a petició pròpia, com a delegada de la Generalitat de Catalunya als Països Nòrdics amb efectes des del 22 de març de 2021.
Està casada des de 2013 amb el polític Ramon Camp i Batalla.